# Mathilde Stegmayer
Mathilde Stegmayer (* 27. Dezember 1873 in Gießen; † 20. Oktober 1959 in Darmstadt) war eine deutsche Malerin und Kunsthandwerkerin.

## Leben
Mathilde Stegmayer wurde zwar in Gießen geboren, stammte aber aus einer alteingesessenen Darmstädter Familie. Sie besuchte in Darmstadt zunächst die Kunstschule des Malers Heinrich Reinhard Kröh und studierte danach 1898 bei Wilhelm Bader. Zudem gehörte sie zu den ersten Gasthörerinnen der Technischen Hochschule Darmstadt (wohl im Fach Kunstgeschichte). Ab ca. 1900 setzte sie ihre Studien in München fort, wo sie eine Schülerin von Angelo Jank, Wilhelm von Debschitz, Fritz Hegenbart und Theodor Hummel war. In der Debschitz-Schule lernte sie auch den dort unterrichtenden Hermann Obrist kennen. Sie besuchte zudem die kunstgewerbliche Schule des Münchner Künstlerinnenvereins.
1904 kehrte Stegmayer nach Darmstadt zurück. Dort war sie zunächst als Kunstgewerblerin tätig. 1906 zeigte sie auf der Dritten Deutschen Kunstgewerbeausstellung in Dresden Plakatentwürfe, Web- und Stickarbeiten. Bei der Hessischen Landes-Ausstellung für freie und angewandte Kunst, die 1908 auf der Mathildenhöhe in Darmstadt stattfand, präsentierte sie Textilarbeiten und erhielt eine silberne Medaille. Mithilfe von Stipendien reiste sie nach Paris und an den Lago Maggiore. Beeinflusst durch ihre dort gewonnenen Eindrücke malte sie nun vornehmlich Veduten. Ab ca. 1910 hielt sie sich mehrfach in Lützelbach im Odenwald auf, das im Sommer bedeutenden Künstlern aus Darmstadt und Umgebung als Treffpunkt diente.
Nach dem Ersten Weltkrieg war Stegmayer vor allem als Landschaftsmalerin tätig. In der Zwischenkriegszeit gehörten sie zu den bekanntesten Künstlerinnen im Rhein-Main-Gebiet. Sie nahm an vielen Ausstellungen teil und ihre Werke wurden von der Stadt Darmstadt und dem Hessischen Staat erworben.
Ihr erstes Atelier hatte Stegmayer in Darmstadt in der Bismarckstraße 20. Diesem schloss sie eine Privatschule für angewandte Kunst an. Später arbeitete sie einige Zeit in der Heinrichstraße und ab 1927 in einem Atelier im Ernst-Ludwig-Haus auf der Mathildenhöhe.
Stegmayer setzte sich für die Gleichberechtigung von Künstlerinnen ein, die häufig mit Ausstellungsschwierigkeiten und anderen Benachteiligungen zu kämpfen hatten. 1913 nahm sie an der ersten Generalversammlung des überregionalen Frauenkunstverbandes in Frankfurt teil. 1917 initiierte sie den Dreistädtebund, der Künstlerinnen aus Darmstadt, Frankfurt am Main und Mainz zusammenbrachte und eine Reihe von Ausstellungen organisierte. Unter ihrem Vorsitz wurde 1930 auch die GEDOK Darmstadt gegründet. Der Dreistädtebund ging 1936 im Rahmen der nationalsozialistischen Gleichschaltung in der GEDOK auf.
Während des Zweiten Weltkriegs wurde Stegmayer ausgebombt. Durch die Luftangriffe auf Darmstadt wurde ein großer Teil ihrer Werke zerstört. Von 1945 bis 1952 wohnte sie in Groß-Zimmern, wo neue Landschaftsbilder mit Odenwald-Motiven entstanden. 1952 kehrte sie nach Darmstadt zurück. Ihren Lebensabend verbrachte sie im Altersheim der Städtischen Kliniken in der Emilstraße. Sie starb 1959 mit 85 Jahren in Darmstadt.

## Werk
Mathilde Stegmayer malte vor allem Landschaften und Veduten in Aquarell und Öl, aber auch Porträts und Akte. Einige ihrer Motive fand sie auf Reisen (Italien, Frankreich, Schweiz), andere in ihrer Heimat Darmstadt, dem Odenwald und Umgebung (Modau- und Gersprenz-Tal, Lützelbach, Neunkircher Höhe, Bergstraße).
Stegmayer war eine Vertreterin des Impressionismus, deren Landschaftsbilder topografisch nachvollziehbare Motive darstellen. Sie ging sowohl der Atelier- als auch der Freilichtmalerei nach, wobei sie die Farben alla prima direkt auf der Leinwand mischte. Neben Licht und Schatten setzte sie bei der Modellierung der Landschaftsstrukturen auch rhythmisierte und stehengelassene Pinselschläge ein.
Stegmayer war auch als Kunsthandwerkerin tätig, schuf Web- und Stickarbeiten sowie Plakatentwürfe.
Werke von ihr wurden in die Sammlungen des Oberhessischen Museums in Gießen, des Hessischen Landesmuseums Darmstadt und des Instituts Mathildenhöhe Darmstadt (7 Gemälde, 70 Aquarelle) aufgenommen.
Werke (Auswahl)
- Frühling im Odenwald, 65 × 75 cm, Städtische Kunstsammlungen Darmstadt (Institut Mathildenhöhe), Inventarnummer 1/1015
- Groß-Zimmern, 1945, Karton, Institut Mathildenhöhe
- Hinkelsturm im Schnee, Institut Mathildenhöhe
- Nieder Mooser See, Institut Mathildenhöhe, Inventarnummer 1/1018
- Otzberg, Papier, Institut Mathildenhöhe
- Seinebrücke Pont Marie, Paris, um 1925, Öl, Institut Mathildenhöhe, Inventarnummer 1/1019
- Schloß Lichtenberg, Institut Mathildenhöhe, Inventarnummer I/475[4]

## Ausstellungen (Auswahl)
- 1906: Dritte Deutsche Kunstgewerbeausstellung Dresden, Dresden
- 1908: Hessische Landes-Ausstellung für freie und angewandte Kunst, Darmstadt, Mathildenhöhe
- 1934: Deutsche Frühjahrs-Ausstellung, Darmstadt
- 2013: Der weibliche Blick: vergessene und verschollene Künstlerinnen in Darmstadt 1880–1930, Kunst Archiv Darmstadt
- 2017: Der Odenwald in der Malerei des 19. und 20. Jahrhunderts, Museum Reinheim